# Radula japonica
Radula japonica là một loài rêu trong họ Radulaceae. Loài này được Gottsche ex Stephani mô tả khoa học đầu tiên năm 1884.